# Paranthus
Paranthus is een geslacht van zeeanemonen uit de klasse van de Anthozoa (bloemdieren).

## Soorten
- Paranthus chromatoderus (Schmarda, 1852)
- Paranthus crassus (Carlgren, 1899)
- Paranthus ignotus (McMurrich, 1904)
- Paranthus niveus (Lesson, 1830)
- Paranthus rapiformis (Le Sueur, 1817)
- Paranthus rhodora (Couthouy in Dana, 1846)
- Paranthus sociatus Uchida, 1940